# Manoir Sainte-Anne
Pour les articles homonymes, voir Château de Sainte-Anne (homonymie).
Le manoir Sainte-Anne (ou château du Guéric) est une propriété privée inscrite à l'inventaire du patrimoine, ouverte ponctuellement au public. Elle dispose d'un manoir dont la partie la plus ancienne a été reconstruite vers la fin du XVIIIe ou le début du XIXe siècle. Une chapelle et une fontaine sont également présentes sur le site. Il est situé au lieu dit Le Guéric sur l'Île-aux-Moines, dans le golfe du Morbihan.

## Situation géographique
Il est situé face à l'anse du Guéric, sur la route qui conduit à la pointe de Brouel.

## Historique

### Premier bâtiment
La première mention du manoir date de 1532, il est alors la propriété des seigneurs de Kerran en Arradon, Louise de Quélen et Olivier d'Arradon. On le retrouve cité lors d'une vente en 1669, son nouveau propriétaire, Henry Daviers, est un marchand de Vannes et un syndic de la communauté de la ville.

### Constructions actuelles
La chapelle peut avoir été construite avant 1711, date où le manoir devient la propriété des Guillo du Bodan qui ont peut-être fait construire le bâtiment actuel vers la fin du XVIIIe ou le début du XIXe siècle.

## Patrimoine

### Protection
Le bâtiment n'est pas protégé mais simplement inscrit à l'inventaire général.

### État du manoir
Le manoir et son parc sont toujours une propriété privée, mais il peut être ouvert au public pour des actions culturelles ponctuelles comme un concert de Jazz en 2010

Le manoir en 2022
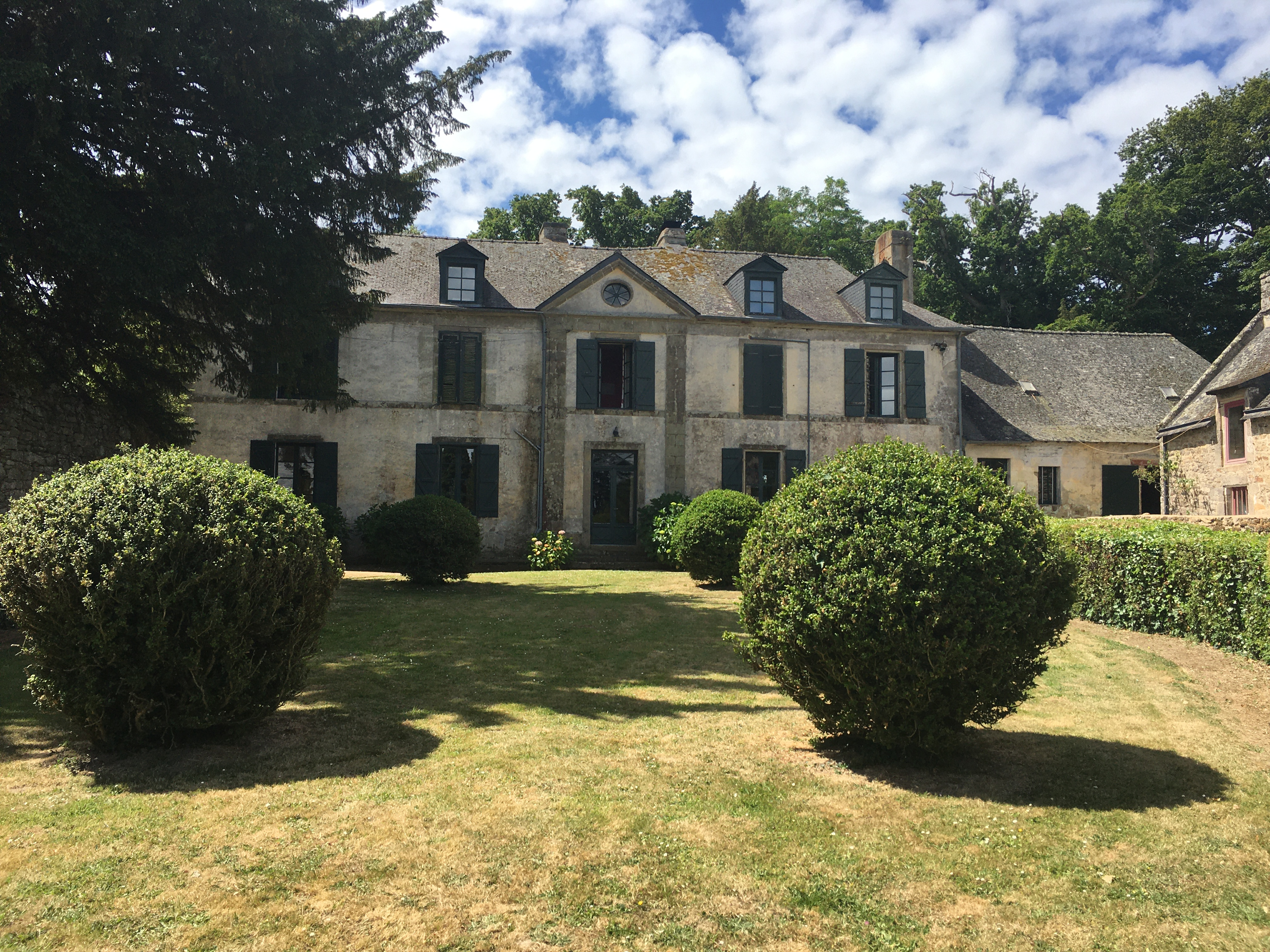
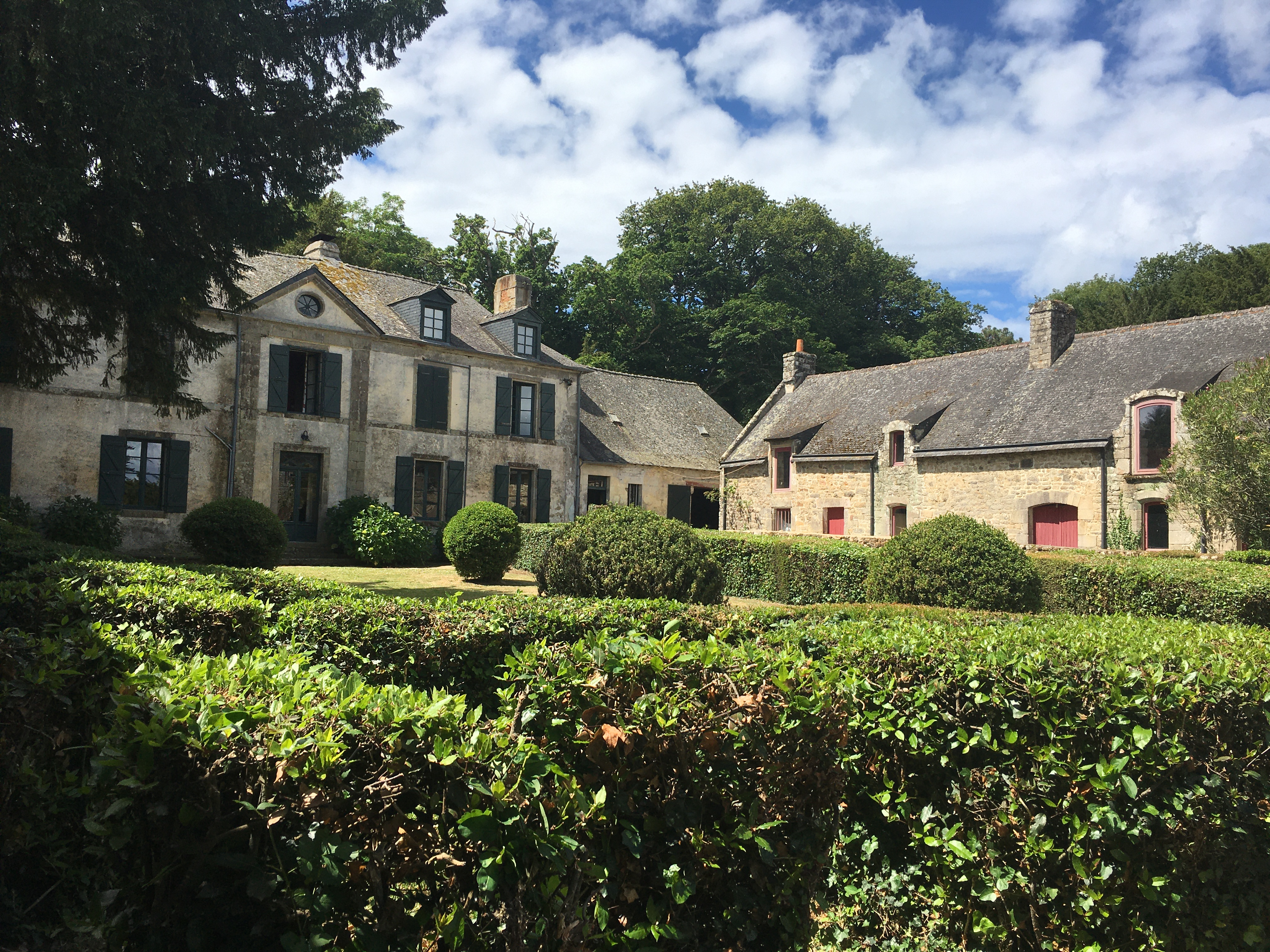
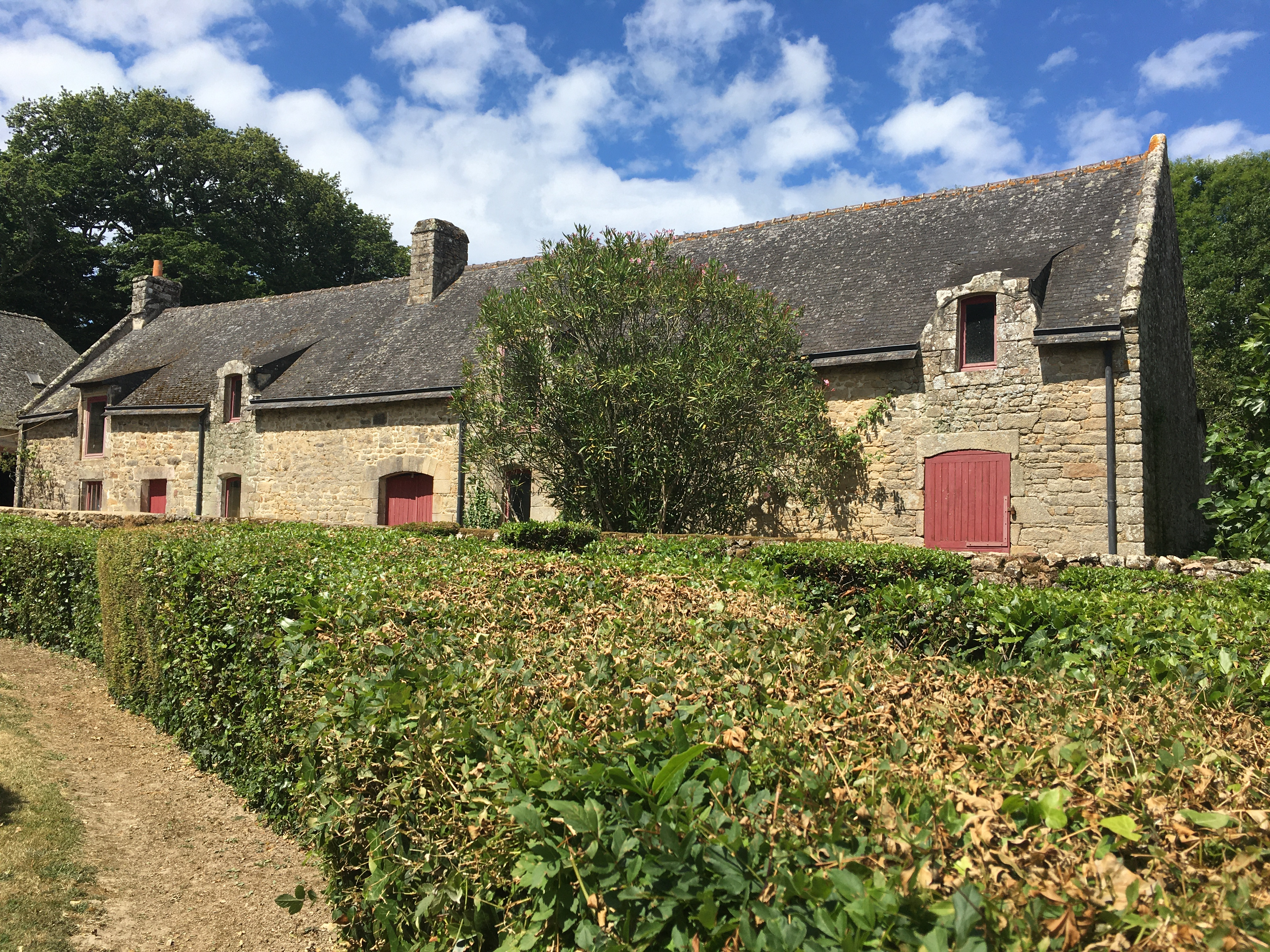